# Џејмс Клагман
Норман Џон Клагман (енгл. Norman John Klugmann; Лондон, 27. фебруар 1912 — Лондон, 14. септембар 1977), познатији као Џејмс Клагман (енгл. James Klugmann), био је водећи британски комунистички публициста и званични историчар Комунистичке партије Велике Британије. Био је совјетски шпијун у британској војсци.

## Каријера у Управи за специјалне операције
Приступио је војсци Велике Британије 1940, али је због његовог талента за језике, а упркос симпатијама према комунистима, убрзо пребачен у Управу за специјалне операције. У фебруару 1942. постављен је у Југословенску секцију Управе за специјалне операције као обавештајни и координациони официр са седиштем у Каиру. Клагман је постао критичар ројалистичког лидера Драже Михаиловића, који је тада био главни корисник британске подршке и помоћи у покрету отпора у Југославији. Клагманови извештаји су утицали на британску владу. Он је сугерисао да су комунистички покрет отпора и њихов лидер Тито убијали много више Немаца него Михаиловићев покрет упркос мањем броју.
Утицао је на британску политику и тиме што је успехе ЈВуО приписивао Народноослободилачком покрету. Тако су припадници ЈВуО у октобру 1943. дигли у ваздух мост у Вишеграду, а међу њима су и били припадници британске Управе за специјалне операције. Међутим, ова вест на BBC-у је приписана партизанима.
Клагман је у рату дошао до чина мајора. Осумњичен да је агент НКВД, био је под сталном присмотром заједно са групом коју је знао из Кембриџа.
Током рада у Управи за специјалне операције и касније у Уједињеним нацијама у Југославији подржавао је циљеве Совјетског Савеза.